# Kazimierz Grenda

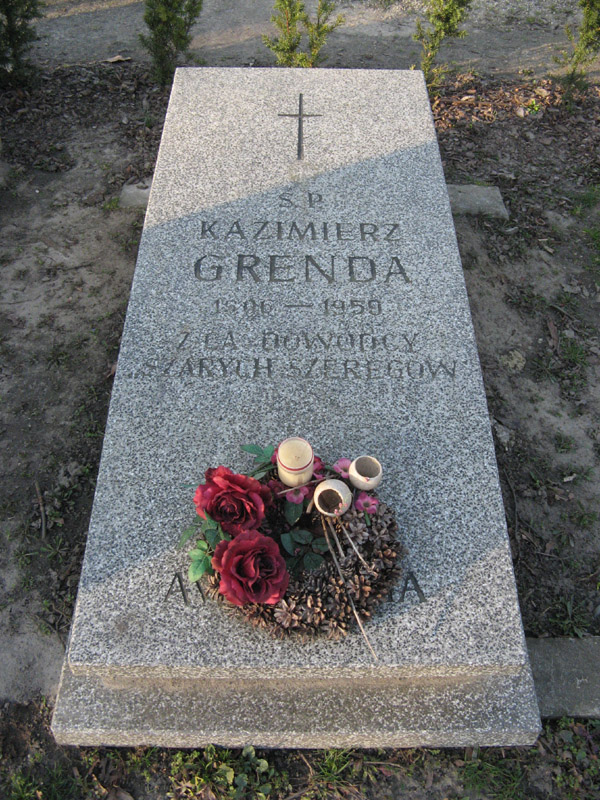
Grób przy ul. Bluszczowej

Kazimierz Grenda ps. „Granica”, „Gruda”, „Marek”, „A”, „Bv-a”, „Ł-4” (ur. 15 kwietnia 1906 w Toruniu, zm. 10 marca 1959 w Poznaniu) – nauczyciel, instruktor harcerski Związku Harcerstwa Polskiego, przedwojenny harcmistrz, prezes Zrzeszenia WiN w Łodzi.

## Życiorys

### Młodość
Urodził się 15 kwietnia 1906 roku w Toruniu jako syn Jana i Joanny z domu Witkowskiej. Uczył się w Szkole Podstawowej i Gimnazjum im. Mikołaja Kopernika w Toruniu. Następnie studiował na Wydziale Filozoficznym Uniwersytetu Poznańskiego, gdzie ukończył geografię. W 1929 roku ukończył miesięczną służbę wojskową. Do wybuchu wojny uczył geografii w szkołach w Luboniu, Swarzędzu i Poznaniu.

### Działalność w harcerstwie
Od najmłodszych lat działał w harcerstwie, dlatego jako nauczyciel chętnie je wspierał w miastach, gdzie pracował. Gdy uczył w Swarzędzu, współtworzył dwie nowe drużyny harcerek, a 1 stycznia 1931 roku został drużynowym 1 Drużyny Harcerskiej im. Tadeusza Kościuszki. Prowadził ją do grudnia 1932 roku, kiedy to został komendantem Hufca ZHP Poznań-Powiat. Funkcję tę pełnił do wybuchu wojny. 11 marca 1933 roku został działaczem harcerskim, a następnie 22 grudnia 1936 roku harcmistrzem.

### Okres II wojny światowej
Po wybuchu wojny czując się zagrożony aresztowaniem przeniósł się do Warszawy, gdzie podjął służbę w Komendzie Głównej Szarych Szeregów („Pasiece”). Był wizytatorem chorągwi harcerskich z terenów zachodniej Polski. Zorganizował chorągiew „Ul Kresowy Chrobry”. Następnie został zastępcą kierownika Wydziału Zachodniego hm. Józefa Wizego. Od maja 1943 do lipca 1944 roku był wizytatorem Głównej Kwatery w chorągwi radomskiej „Ul Rady”. 
Podczas powstania warszawskiego był szefem drugiego rzutu „Pasieki”. Zainicjował pracę poczty polowej w Śródmieściu-Południe, prowadzonej przez „Zawiszaków”, następnie Harcerskiej Poczty Polowej. Po śmierci hm. Edwarda Zürna 23 sierpnia 1944 roku został mianowany szefem Komendy Głównej Szarych Szeregów. Po upadku powstania warszawskiego przeniósł się do Krakowa pozostając nadal szefem „Pasieki” aż do jej rozwiązania.

### Po wojnie
Zaangażował się w działania organizacji „Nie” i Delegatury Sił Zbrojnych na Kraj. W końcu sierpnia 1945 roku z polecenia Józefa Rybickiego przybył do Łodzi, gdzie udało mu się zainstalować i rozpocząć działalność. Otrzymał posadę asystenta na kierunku geografia w Szkole Głównej Handlowej. W ciągu kilku miesięcy jako prezes łódzkiego WiN skompletował skład zarządu oraz powołał i obsadził dowództwo sześciu obwodów Pabianice, Łowicz, Koluszki, Radomsko, Tomaszów Mazowiecki, Zduńska Wola. Według aktu oskarżenia i zeznań podczas procesu miał także organizacyjnie odpowiadać za obwód Piotrków Trybunalski i organizacje działań propagandowych.
18 listopada 1946 roku został aresztowany w Łodzi. Po dwumiesięcznym śledztwie 13 stycznia 1947 roku rozpoczął się przed WSR w Łodzi pokazowy proces. Zarzucono mu kierowanie łódzkim zrzeszeniem WiN, które miało zmierzać do usunięcia przemocą organów władzy zwierzchniej narodu oraz zmiany przemocą ustroju państwa polskiego, a także kolportaż nielegalnych wydawnictw i druków. W wyniku procesu został skazany na karę śmierci. 28 lutego 1947 roku NSW zmienił kwalifikację czynów i zasądził karę 15 lat pozbawienia wolności, pozbawienie praw publicznych i obywatelskich na 5 lat. Wyrok odsiadywał do marca 1956 roku kiedy to został zwolniony warunkowo. Decyzją WSG w Poznaniu z 21 marca 1958 roku przywrócono Grendzie utracone prawa.
Opuścił więzienie w bardzo złym stanie zdrowia, gdyż jeszcze w więzieniu przeżył dwa zawały serca. Zmarł 10 marca 1959 roku po ciężkich cierpieniach. Został pochowany na cmentarzu Bożego Ciała przy ul. Bluszczowej w Poznaniu.

## Odznaczenia
Za działalność w „Pasiece” został odznaczony Krzyżem Walecznych przez gen. AK Jana Zientarskiego.
Pośmiertnie odznaczony w dniu 25 maja 1994 roku przez Prezydenta RP Lecha Wałęsę
Krzyżem Komandorskim Orderu Odrodzenia Polski.

## Upamiętnienie
Kazimierz Grenda od 2 czerwca 2012 jest patronem Szczepu ZHP Żabikowo w Luboniu (Hufiec ZHP Poznań-Rejon).